# 浪江警察署
浪江警察署（なみえけいさつしょ）は、かつて存在した福島県警察の警察署。
2010年4月1日より組織変更にともない、双葉警察署浪江分庁舎（ふたばけいさつしょなみえぶんちょうしゃ）となった。

## 所在地
- 福島県双葉郡浪江町大字権現堂字上蔵役目18番地1

## 管轄区域
- 双葉郡浪江町、双葉町、葛尾村

## 沿革
- 1887年（明治20年）4月 - 権現堂村（当時）に楢葉標葉警察署浪江警察分署を設置[1]。
- 1926年（大正15年）7月 - 浪江警察署に独立昇格[1]。
- 1943年（昭和18年）3月 - 機構縮小に伴い富岡警察署の警部補派出所となる[1]。
- 1946年（昭和21年）3月 - 再び浪江警察署に改称[1]。
- 1948年（昭和23年）3月 - 国家地方警察富岡地区警察署浪江警部派出所を併設[1]。
- 1951年（昭和26年）10月 - 自治体警察の廃止統合により国家地方警察浪江警察署に改称[1]。
- 1954年（昭和29年）7月 - 浪江警察署と改称[1]。
- 1966年（昭和41年）6月 - 現在地に移転新築[1]。
- 2010年4月1日 - 双葉警察署（同日に富岡警察署から改称）の浪江分庁舎に組織変更[2]

## 交番
なし

## 駐在所
- 請戸駐在所
- 大堀駐在所
- 津島駐在所
- 室原駐在所
- 双葉駐在所
- 葛尾駐在所

2010年4月の組織変更で駐在所は双葉警察署に引き継がれたが、2011年3月の東北地方太平洋沖地震（東日本大震災）で被災し、特に請戸駐在所は津波により流出した。また、東京電力福島第一原発事故後の避難指示により、大堀駐在所、津島駐在所、室原駐在所、双葉駐在所は閉鎖となった。このうち双葉駐在所は2022年8月29日、津島駐在所は2024年7月31日から警察官常駐で再開することとなった。